# St. Jakobus der Jüngere (Weetzen)

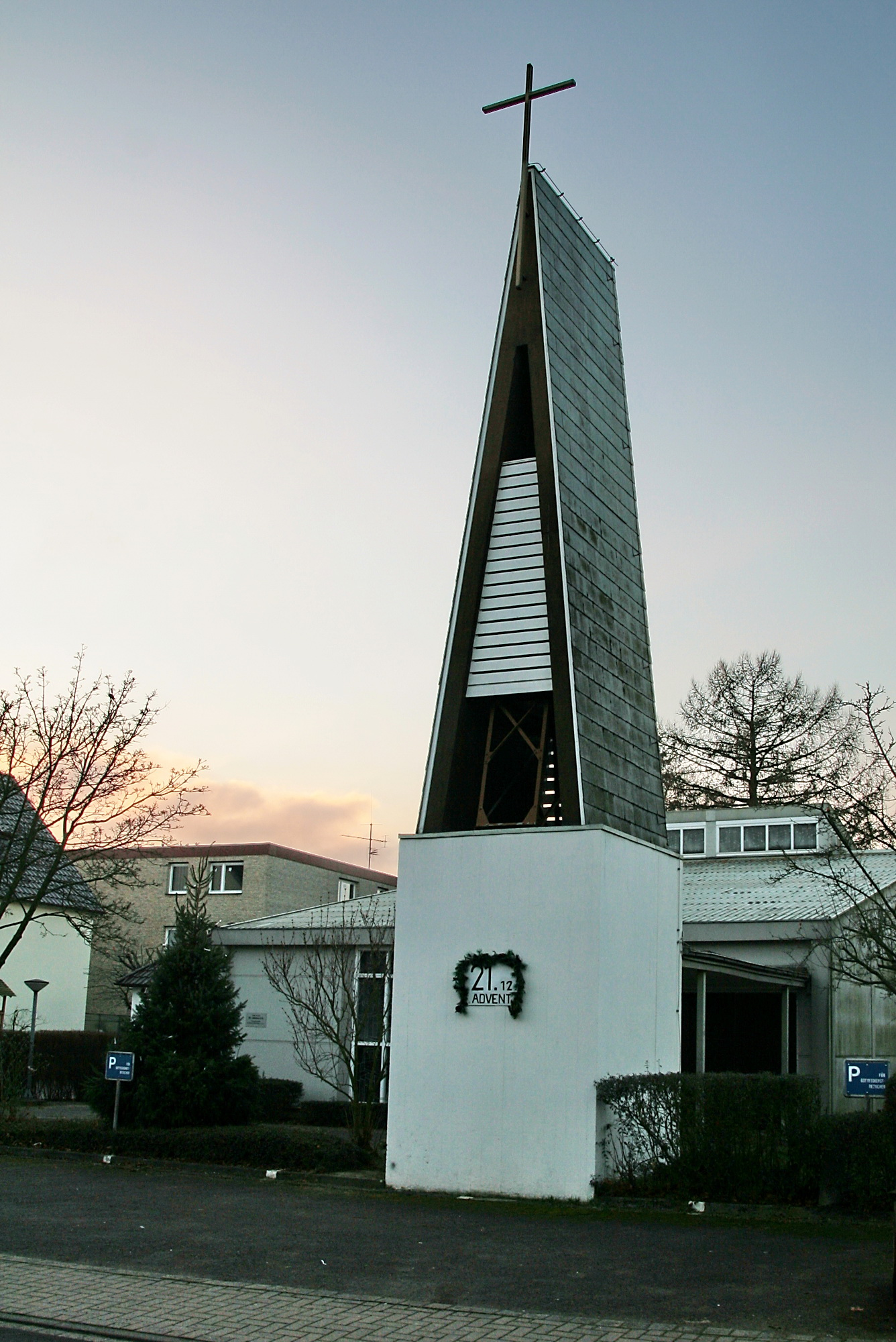
St.-Jakobus-Kirche

Die Kirche St. Jakobus der Jüngere war die katholische Kirche in Weetzen, einem Ortsteil von Ronnenberg in der Region Hannover in Niedersachsen. Zuletzt gehörte sie zum „Kirchort Ronnenberg“ in der Pfarrgemeinde St. Maximilian Kolbe mit Sitz in Hannover-Mühlenberg, im Dekanat Hannover des Bistums Hildesheim. Die nach dem heiligen Jakobus, Sohn des Alphäus, benannte Kirche war in der Dietrich-Bonhoeffer-Straße 13. Heute befindet sich die Kirche für die Weetzer Katholiken etwa drei Kilometer entfernt in Ronnenberg.

## Geschichte
1929 wurden in Weetzen 24 katholische Christen bei 788 evangelischen Christen gezählt. Nach 1945 stieg die Anzahl der Katholiken in Weetzen durch Flüchtlinge und Heimatvertriebene aus den deutschen Ostgebieten an. Damals gehörte Weetzen zur Kirchengemeinde St. Bonifatius in Gehrden. In Weetzen fanden gelegentlich katholische Gottesdienste in der evangelischen Kapelle statt. 1959 lebten in Weetzen fast 300 Katholiken. 1958 wurde ein Baugrundstück angekauft, auf dem sich bereits eine Halle befand, in der in den Folgejahren katholische Gottesdienste stattfanden. 1963 wurde ein Kirchbauverein gegründet.
Am 28. Oktober 1967 erfolgte die Grundsteinlegung der Kirche, und am 10. März 1968 ihre Benediktion durch Bischof Heinrich Maria Janssen. Neben Jakobus dem Jüngeren wurde Hildegard von Bingen zur zweiten Schutzpatronin der Kirche.
1969 bekam die Kirche zwei Glocken mit den Grundtönen Fis und A. Bis sich die evangelische Gemeinde 1976/77 eine eigene Kirche (die heutige Versöhnungskirche) erbaute, fanden auch evangelische Gottesdienste in der katholischen Kirche statt, da die Kapelle für die evangelische Gemeinde zu klein geworden war. 1979 erhielt die Kirche eine Marienstatue und einen Kreuzweg.
In Ronnenberg und Ihme-Roloven waren die Katholiken der neu entstandenen Kirchengemeinde Hl. Familie in Empelde zugeteilt worden. Doch aufgrund unterschiedlicher Glaubensweisen und Riten entfremdeten sie sich von den Empelder, vornehmlich aus Schlesien stammenden, Katholiken und beschlossen 1969 die Zusammenarbeit mit dem Bezirk Weetzen-Vorie. Es entstand die Gemeinde St. Thomas Morus, die 1972 eine Kirche in Ronnenberg erhielt. 1975 wurden der Ronnenberger Bezirk mit Ihme-Roloven und der Weetzer Bezirk mit Vörie und zusätzlich mit Linderte zur Kuratiegemeinde St. Thomas Morus mit Sitz in Ronnenberg erhoben. 2004 wurde die Ronnenberg-Weetzer St.-Thomas-Morus-Gemeinde in die Pfarrgemeinde St. Maximilian Kolbe in Hannover-Mühlenberg eingegliedert.
Am 12. Mai 2009 erfolgte die Profanierung der Weetzer Kirche durch den Hildesheimer Bischof Norbert Trelle, noch im selben Jahr der Abriss. Auf dem Grundstück steht heute ein Einfamilienhaus. Die Gemeinde St. Thomas Morus mit Ronnenberg, Ihme-Roloven, Weetzen, Vörie und Linderte firmiert innerhalb der Pfarrgemeinde St. Maximilian Kolbe unter dem Titel „Kirchort Ronnenberg“. Die gemeinsame Kirche ist St. Thomas Morus in Ronnenberg.

## Architektur und Ausstattung
Die Kirche wurde als Fertigteilkirche mit freistehendem Turm nach den Plänen von Josef Fehlig erbaut, sie befand sich in rund 69 Meter Höhe über dem Meeresspiegel. Die Marienstatue und das Prozessionskreuz fanden nach der Profanierung einen neuen Platz in der evangelischen Versöhnungskirche, die Glocken kamen auf den Empelder Kaliberg.